# Salagena albonotata
Salagena albonotata is een vlinder van de familie van de Metarbelidae. De wetenschappelijke naam van de soort is voor het eerst gepubliceerd in 1898 door Arthur Gardiner Butler.
De soort komt voor in Kenia.